# Flugplatz Auxerre-Branches

i7
i11
i13
Das Aérodrome d’Auxerre-Branches bzw. der Aéroport d’Auxerre (IATA-Code: AUF, ICAO-Code: LFLA) ist ein Flugplatz der Allgemeinen Luftfahrt in der französischen Region Bourgogne-Franche-Comté. Er liegt im Département Yonne knapp neun Kilometer nordwestlich von Auxerre auf dem Gebiet der Gemeinden Branches, Charbuy und Appoigny.

## Geschichte
Die Fliegerei begann bereits sehr früh in Auxerre, damals, 1911, aber zwischen Auxerre und Monéteau im Bereich „Plaine des Isles“. Im Jahr 1922 fand dort erstmals ein Flugtag statt und 1932 wurde das Flugfeld zum Militärflugplatz umgewidmet. Der zivle Aéro Club de l’Yonne konnte ihn jedoch zunächst mitnutzen. Während des Zweiten Weltkriegs wurde der Flugplatz von den deutschen Besatzungstruppen ausgebaut. Einer der wenigen hier stationierten Einsatzverbände waren Mitte Juni 1940 für einige Tage Stab und I. Gruppe des Jagdgeschwaders 27. Anfang März 1945 öffnete die Armée de l’air ihre Base École des Télécommunications 723 (BES 723) eine Ausbildungseinrichtung für Telekommunikation. Die Marine gliederte der Schule auch ihre Sektion für Telekommunikation an. Als diese 1960 aufgelöst wurde, erhielt der alte Flugplatz die Bezeichnung Base Aérienne 177 (BA 177) und diente bis 1970 als Standort der Schule für allgemeine Dienstleistungen. Die Basis wurde 1970 geschlossen und die Schuleinrichtungen dienten der Gendarmerie noch bis 2009 ebenfalls zu Ausbildungszwecken.
Als Ersatz für den Flugplatz Auxerre-Monéteau entstand der heutige Flugplatz Auxerre-Branches, der bis 2015 von der örtlichen IHK betrieben wurde.